# 약대초등학교
약대초등학교는 대한민국 경기도 부천시 원미구에 있는 공립 초등학교이다.

## 학교 연혁
- 1946년 9월 1일 오정국민학교 약대분교장 설치
- 1949년 11월 12일 약대국민학교 개교
- 1975년 10월 1일 부천시로 편입
- 1980년 3월 9일 병설유치원 개원
- 1982년 11월 1일 삼정국민학교 분리
- 1985년 3월 1일 신흥국민학교 분리
- 1996년 3월 1일 약대초등학교로 개칭
- 1997년 6월 19일 학교급식 시작
- 2005년 11월 4일 체육관 준공
- 2013년 2월 24일 급식실 현대화